# Ana Maria de Huarte
Dona Ana Maria de Huarte (em castelhano: Ana María Josefa Romana de Huarte y Muñiz; Valladolid, 17 de janeiro de 1786 — Filadélfia, 21 de março de 1861), foi uma nobre mexicana, esposa do imperador Agostinho I e Imperatriz Consorte do México.

## Juventude
Ana María nasceu em 17 de janeiro de 1786, em Valladolid (atual Morelia), no estado de Michoacán; Filha de Isidro Huarte e Ana Manuela Muñíz y Sánchez, imigrantes espanhóis de Navarra. Sua mãe, Ana Manuela, provinha da Casa de Tagle, dinastia dos marqueses de Altamira. Ana María foi educada no Colegio Santa Rosa Maria, tendo destacado-se durante as aulas de música, um talento que se desenvolveria na fase adulta. 

## Casamento
Ana María conheceu Agustín de Iturbide ainda no Colegio Santa Rosa Maria. Agustín, considerado um indivíduo de notável beleza, era também de família nobre, outro fator que favoreceu a aceitação de seu casamento. Ambos casaram-se em 27 de fevereiro de 1805 na Catedral de Valladolid. Ana María contava então 19 anos de idade e, Agustín, 22. O casal mudou-se para uma hacienda nas proximidades de Maravatio. O matrimônio rendeu-lhes 10 filhos. 

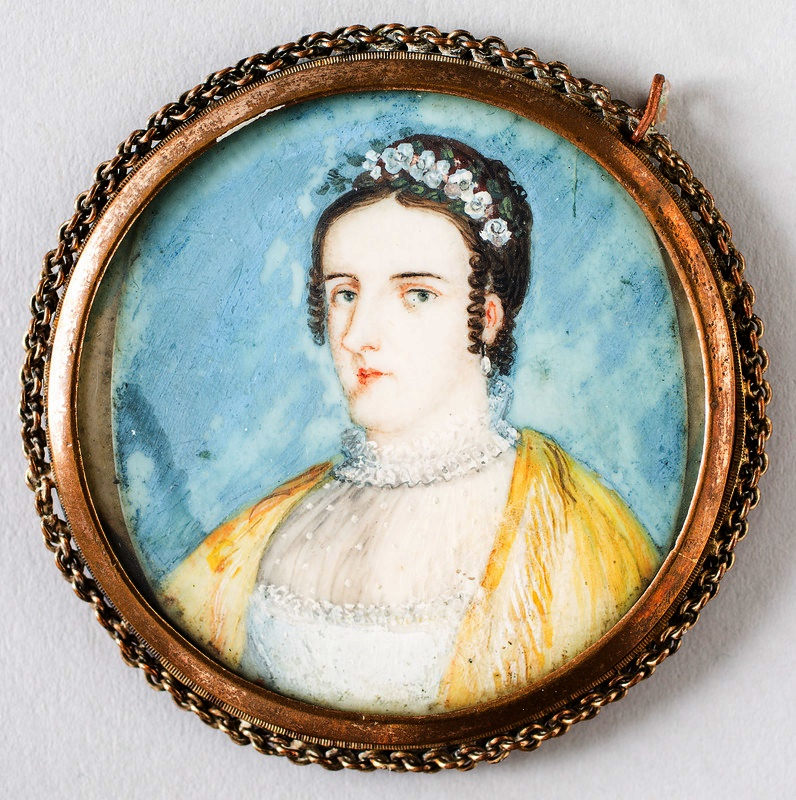
Ana Maria em um Medalhão.

## Depois de Iturbide
O Congresso do México autorizou que ela e seus filhos fossem para a Gran Colômbia, atribuindo à família uma pensão anual de $ 8.000 pesos. Mas como não conseguiram encontrar um barco para levá-los, mudaram-se para os Estados Unidos, onde Ana María residiria pelo resto de seus dias.
Seu último filho, Agustin Cosme, nasceu em Nova Orleans, e mais tarde eles residiram em Baltimore e finalmente em uma pequena casa em Georgetown, nos arredores de Washington. Finalmente, Ana María e suas filhas Juana e María de Jesús se estabeleceram na Filadélfia, enquanto seus filhos continuaram seus estudos em vários lugares. Por volta de 1847, o governo mexicano deixou de dar-lhe a pensão que lhe correspondia por ser a esposa do falecido imperador Iturbide, pelo que a sua situação económica tornou-se precária.
No convento da Visitação da Filadélfia, vários retratos e memórias da família exilada são preservados, pois a viúva de Iturbide deu muitos anos de sua vida ao convento - onde professava sua filha Juana buscando nos consolos da religião um alívio para suas penalidades. Foi-lhe atribuído uma cela e também um lugar no coral e refeitório para quando quisesse.
Ana María presenteou a sacristia com o traje usado em sua coroação, feito de material entrelaçado de ouro e prata, com o qual foram confeccionados enfeites e relicários. Ana María teve a infelicidade de perder duas de suas filhas, ambas noviças, Juana e María de Jesús. No entanto, teve a alegria de ver seu filho Salvador se casar com a ilustre mexicana Rosario Marzán. Em vez disso, a ex-imperatriz nunca aprovou o casamento de seu filho Angel com a americana Alice Green.

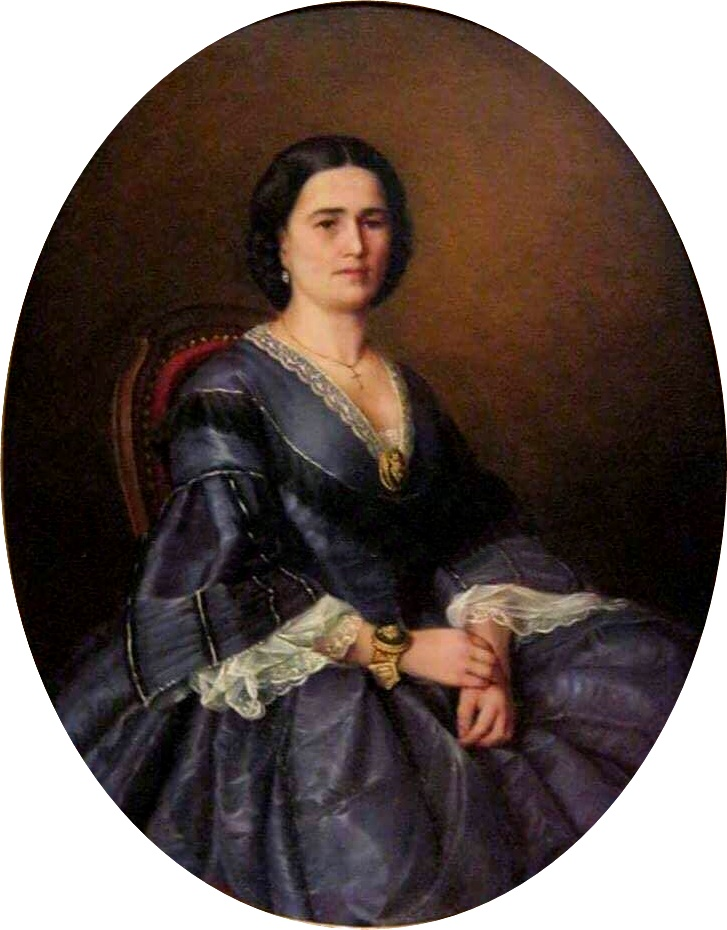
Ana Maria no Exílio.

## Morte
Na noite de quinta-feira, 21 de março de 1861, aos 75 anos, Ana María Josefa Ramona de Huarte y Muñiz, viúva de Iturbide, morreu de hidropisia em sua residência na rua Spruce, na Filadélfia. Foi sepultada na abóbada IX do Cemitério da Igreja de San Juan Evangelista, que adquiriu em novembro de 1849. Debaixo de uma cruz, só estava gravado nela: AMH.

## Títulos e estilos

### Títulos e estilos
- 17 de janeiro de 1786 – 27 de fevereiro de 1805: Dona Ana Maria de Huarte
- 27 de fevereiro de 1805 – 19 de maio de 1822: Dona Ana Maria de Iturbide
- 19 de maio de 1822 – 19 de março de 1823: Sua Majestade Imperial, a Imperatriz do México
- 19 de março de 1823 – 21 de março de 1861: Sua Majestade Imperial, a Imperatriz Ana Maria do México

## Ascendência
|  |                                                  |  |  |  |  |  |  |  |  |  |  |  |  |  |  |  |
|  | 4. Juan Francisco de Huarte e Iriarte            |  |  |  |  |  |  |  |  |  |  |  |  |  |  |  |
|  |                                                  |  |  |  |  |  |  |  |  |  |  |  |  |  |  |  |
|  |                                                  |  |  |  |  |  |  |  |  |  |  |  |  |  |  |  |
|  | 2. Isidro de Huarte y Arrivillaga                |  |  |  |  |  |  |  |  |  |  |  |  |  |  |  |
|  |                                                  |  |  |  |  |  |  |  |  |  |  |  |  |  |  |  |
|  |                                                  |  |  |  |  |  |  |  |  |  |  |  |  |  |  |  |
|  | 20. Joanes de Arrivillaga                        |  |  |  |  |  |  |  |  |  |  |  |  |  |  |  |
|  |                                                  |  |  |  |  |  |  |  |  |  |  |  |  |  |  |  |
|  |                                                  |  |  |  |  |  |  |  |  |  |  |  |  |  |  |  |
|  | 10. Jacobe de Arrivillaga y Barrenechea          |  |  |  |  |  |  |  |  |  |  |  |  |  |  |  |
|  |                                                  |  |  |  |  |  |  |  |  |  |  |  |  |  |  |  |
|  |                                                  |  |  |  |  |  |  |  |  |  |  |  |  |  |  |  |
|  | 21. Margarita de Barrenechea                     |  |  |  |  |  |  |  |  |  |  |  |  |  |  |  |
|  |                                                  |  |  |  |  |  |  |  |  |  |  |  |  |  |  |  |
|  |                                                  |  |  |  |  |  |  |  |  |  |  |  |  |  |  |  |
|  | 5. Agustina Antonia de Arrivillaga y Minondo     |  |  |  |  |  |  |  |  |  |  |  |  |  |  |  |
|  |                                                  |  |  |  |  |  |  |  |  |  |  |  |  |  |  |  |
|  |                                                  |  |  |  |  |  |  |  |  |  |  |  |  |  |  |  |
|  | 22. Martín de Minondo                            |  |  |  |  |  |  |  |  |  |  |  |  |  |  |  |
|  |                                                  |  |  |  |  |  |  |  |  |  |  |  |  |  |  |  |
|  |                                                  |  |  |  |  |  |  |  |  |  |  |  |  |  |  |  |
|  | 11. Margarita de Minondo y de Huici              |  |  |  |  |  |  |  |  |  |  |  |  |  |  |  |
|  |                                                  |  |  |  |  |  |  |  |  |  |  |  |  |  |  |  |
|  |                                                  |  |  |  |  |  |  |  |  |  |  |  |  |  |  |  |
|  | 23. Magdalena de Huici y de Hugarte              |  |  |  |  |  |  |  |  |  |  |  |  |  |  |  |
|  |                                                  |  |  |  |  |  |  |  |  |  |  |  |  |  |  |  |
|  |                                                  |  |  |  |  |  |  |  |  |  |  |  |  |  |  |  |
|  | 1. Ana María Huarte y Muñiz                      |  |  |  |  |  |  |  |  |  |  |  |  |  |  |  |
|  |                                                  |  |  |  |  |  |  |  |  |  |  |  |  |  |  |  |
|  |                                                  |  |  |  |  |  |  |  |  |  |  |  |  |  |  |  |
|  | 12. Antonio Muñiz                                |  |  |  |  |  |  |  |  |  |  |  |  |  |  |  |
|  |                                                  |  |  |  |  |  |  |  |  |  |  |  |  |  |  |  |
|  |                                                  |  |  |  |  |  |  |  |  |  |  |  |  |  |  |  |
|  | 6. Manuel Muñiz y Peo                            |  |  |  |  |  |  |  |  |  |  |  |  |  |  |  |
|  |                                                  |  |  |  |  |  |  |  |  |  |  |  |  |  |  |  |
|  |                                                  |  |  |  |  |  |  |  |  |  |  |  |  |  |  |  |
|  | 13. Antonia de Peo y Valdés                      |  |  |  |  |  |  |  |  |  |  |  |  |  |  |  |
|  |                                                  |  |  |  |  |  |  |  |  |  |  |  |  |  |  |  |
|  |                                                  |  |  |  |  |  |  |  |  |  |  |  |  |  |  |  |
|  | 3. Ana Manuela Muñiz y Sánchez de Tagle          |  |  |  |  |  |  |  |  |  |  |  |  |  |  |  |
|  |                                                  |  |  |  |  |  |  |  |  |  |  |  |  |  |  |  |
|  |                                                  |  |  |  |  |  |  |  |  |  |  |  |  |  |  |  |
|  | 28. Pedro Sánchez de Tagle y de la Rasa          |  |  |  |  |  |  |  |  |  |  |  |  |  |  |  |
|  |                                                  |  |  |  |  |  |  |  |  |  |  |  |  |  |  |  |
|  |                                                  |  |  |  |  |  |  |  |  |  |  |  |  |  |  |  |
|  | 14. Andrés Sánchez de Tagle y Pérez de la Sierra |  |  |  |  |  |  |  |  |  |  |  |  |  |  |  |
|  |                                                  |  |  |  |  |  |  |  |  |  |  |  |  |  |  |  |
|  |                                                  |  |  |  |  |  |  |  |  |  |  |  |  |  |  |  |
|  | 29. María Pérez de la Sierra                     |  |  |  |  |  |  |  |  |  |  |  |  |  |  |  |
|  |                                                  |  |  |  |  |  |  |  |  |  |  |  |  |  |  |  |
|  |                                                  |  |  |  |  |  |  |  |  |  |  |  |  |  |  |  |
|  | 7. Isabel Sánchez de Tagle y Veydacar            |  |  |  |  |  |  |  |  |  |  |  |  |  |  |  |
|  |                                                  |  |  |  |  |  |  |  |  |  |  |  |  |  |  |  |
|  |                                                  |  |  |  |  |  |  |  |  |  |  |  |  |  |  |  |
|  | 15. María de Veydacar                            |  |  |  |  |  |  |  |  |  |  |  |  |  |  |  |
|  |                                                  |  |  |  |  |  |  |  |  |  |  |  |  |  |  |  |
|  |                                                  |  |  |  |  |  |  |  |  |  |  |  |  |  |  |  |